# Phalaenopsis 'Fenton Davis Avant'
Phalaenopsis 'Fenton Davis Avant' est un cultivar hybride artificiel d'orchidées, du genre Phalaenopsis.

## Parenté
Phal. 'Fenton Davis Avant' = Phalaenopsis 'Chieftain' × Phalaenopsis 'Doctor Henry O. Eversole'

## Descendance
Phalaenopsis 'Golden Sands' = Phalaenopsis 'Fenton Davis Avant' × Phalaenopsis lueddemanniana.